# 50a cerimònia dels Premis César
La 50a edició dels Premis César del cinema francès, organitzada per l'Académie des Arts et Techniques du Cinéma, es va celebrar a l'Olympia de París el divendres 28 de febrer de 2025 i premià les pel·lícules estrenades a França l'any 2024.
El 2 de gener de 2025 es va obrir el procés de votació en la seva primera ronda que, com proclama el reglament, determina les nominacions.
El dimecres 29 de gener de 2025, i un cop finalitzada la primera ronda de votacions es van proclamar les candidatures per totes les categories. El dimecres 5 de febrer de 2025 va començar la segona ronda de votacions de tots els membres de l'Académie, i van seguir el sopar de gala dels nominats (Dînner des nommés, dilluns 10 de febrer) i el dels productors (Dîner César & Production, dilluns 17 de febrer, on es va fer entrega del Premi Daniel Toscan du Plantier 2025).

 

## Presentadors i ponents
Catherine Deneuve va estar escollida per l'Acadèmia per ser la presidenta de la cerimònia d'enguany, i Cédric Klapisch en fou el director.

Com l'any anterior, la presentació és col·legial amb un grup de personalitats que es van succeir durant la cerimònia: 
| - Jean-Pascal Zadi, presentador principal; - Emmanuelle Béart; - Alice Belaïdi; - Cécile de France; - Hafsia Herzi; - Justine Triet; - Bouli Lanners; | - William Lebghil; - Vincent Macaigne; - Pio Marmaï; - Vimala Pons; - Raphaël Quenard; - Ludivine Sagnier; |

## Premis
* Font: PDF oficial amb les nominacions. 
Les nominacions foren anunciades el 29 de gener de 2025.
 * Font: Pàgina oficial del premi. 
| Millor pel·lícula - Emilia Pérez de Jacques Audiard, produït per Pascal Caucheteux, Jacques Audiard i Valérie Schermann - El comte de Montecristo de Matthieu Delaporte i Alexandre de La Patellière, produït per Dimitri Rassam i Jérôme Seydoux - En fanfare de Emmanuel Courcol, produït per Marc Bordure i Robert Guédiguian - L'Histoire de Souleymane de Boris Lojkine, produït per Bruno Nahon - Miséricorde de Alain Guiraudie, produït per Charles Gillibert                           | Millor director - Jacques Audiard per Emilia Pérez - Gilles Lellouche per L'Amour ouf - Matthieu Delaporte i Alexandre de La Patellière, per El comte de Montecristo - Boris Lojkine per L'Histoire de Souleyman - Alain Guiraudie per Miséricorde |
| Millor actriu - Hafsia Herzi pel seu paper de Mélissa a Borgo - Adèle Exarchopoulos pel seu paper de Jackie a L'Amour ouf - Karla Sofía Gascón pel seu paper de Emilia Pérez a Emilia Pérez - Zoe Saldaña pel seu paper de Rita Moro Castro a Emilia Pérez - Hélène Vincent pel seu paper de Michelle Giraud a Quand vient l'automne | Millor actor - Karim Leklou pel seu paper d'Aymeric a Le Roman de Jim - François Civil pel seu paper de Clotaire a L'Amour ouf - Benjamin Lavernhe pel seu paper de Thibaut Desormeaux a En fanfare - Pierre Niney pel seu paper de Edmond Dantès a El comte de Montecristo - Tahar Rahim pel seu paper de Charles Aznavour a Monsieur Aznavour |
| Millor actriu secundària - Nina Meurisse pel seu paper de l'agent de l'OFPRA a L'Histoire de Souleyman - Élodie Bouchez pel seu paper de mare de Clotaire a L'Amour ouf - Anaïs Demoustier pel seu paper de Mércèdes de Morcerf a El comte de Montecristo - Catherine Frot pel seu paper de Martine Rigal a Miséricorde - Sarah Suco pel seu paper de Sabrina a En fanfare | Millor actor secundari - Alain Chabat pel seu paper de pare de Jackie a L'Amour ouf - Bastien Bouillon pel seu paper de Fernand de Morcerf a El comte de Montecristo - David Ayala pel seu paper de Walter a Miséricorde - Jacques Develay pel seu paper de l'abat Philippe Griseul a Miséricorde - Laurent Lafitte pel seu paper de Gérard de Villefort a El comte de Montecristo                                                                                        |
| Millor actriu revelació - Maïwène Barthelemy pel seu paper de Marie-Lise a Vingt Dieux - Malou Kebhizi pel seu paper de Liane a Diamant Brut - Megan Northam pel seu paper de Rabia a Rabia - Mallory Wanecque pel seu paper de Jackie (adolescent) a L'Amour ouf - Souheila Yacoub pel seu paper de Nour a Planète B | Millor actor revelació - Abou Sangaré pel seu paper de Souleymane a L'Histoire de Souleymane - Adam Bessa pel seu paper de Hamid a Les Fantômes - Malik Frikah pel seu paper de Clotaire (adolescent) a L'Amour ouf - Félix Kysyl pel seu paper de Jérémie Pastor a Miséricorde - Pierre Lottin pel seu paper de Jimmy Lecocq a En fanfare |
| Millor guió original - Boris Lojkine i Delphine Agut per L'Histoire de Souleymane - Stéphane Demoustier per Borgo - Emmanuel Courcol i Irène Muscari per En fanfare - Alain Guiraudie per Miséricorde - Louise Courvoisier i Théo Abadie per Vingt Dieux | Millor guió adaptat - Jacques Audiard per Emilia Pérez, de la novel·la Écoute de Boris Razon - Matthieu Delaporte i Alexandre de La Patellière per El comte de Montecristo, de la novel·la El comte de Montecristo d'Alexandre Dumas - Michel Hazanavicius i Jean-Claude Grumberg per La Plus Précieuse des marchandises, del llibre La Plus Précieuse des marchandises de Jean-Claude Grumberg                                                                           |
| Millor vestuari - Thierry Delettre per El comte de Montecristo - Isabelle Pannetier per L'Amour ouf - Virginie Montel per Emilia Pérez - Isabelle Mathieu per Monsieur Aznavour - Anais Romand per Sarah Bernhardt, La Divine | Millor fotografia - Paul Guilhaume per Emilia Pérez - Laurent Tangy per L'Amour ouf - Nicolas Bolduc per El comte de Montecristo - Tristan Galand per L'Histoire de Souleymane - Claire Mathon per Miséricorde |
| Millor decorat - Stéphane Taillason per El comte de Montecristo - Jean-Philippe Moreaux per L'Amour ouf - Emmanuelle Duplay per Emilia Pérez - Stéphane Rozenbaum per Monsieur Aznavour - Olivier Radot per Sarah Bernhardt, La Divine | Millor muntatge - Xavier Sirven per L'Histoire de Souleymane - Simon Jacquet per L'Amour ouf - Célia Lafitedupont per El comte de Montecristo - Juliette Welfling per Emilia Pérez - Guerric Catala per En fanfare |
| Millor so - Erwan Kerzanet, Aymeric Devoldère, Cyril Holtz i Niels Barletta per Emilia Pérez - Cédric Deloche, Gwennolé Le Borgne, Jon Goc i Marc Doisne per L'Amour ouf - David Rit, Gwennolé Le Borgne, Olivier Touche, Laure-Anne Darras, Marion Papinot, Marc Doisne i Samuel Delorme, per El comte de Montecristo - Pascal Armant, Sandy Notarianni i Niels Barletta, per En fanfare - Marc-Olivier Brullé, Pierre Bariaud, Charlotte Butrak i Samuel Aichoun per L'Histoire de Souleymane | Millors efectes visuals - Cédric Fayolle per Emilia Pérez - Cédric Fayolle, Hugues Namur i Émilien Lazaron per La Bête - Olivier Cauwet per El comte de Montecristo - Stéphane Dittoo per Monsieur Aznavour |
| Millor música - Camille i Clément Ducol per Emilia Pérez - Jon Brion per L'Amour ouf - Jérôme Rebotier per El comte de Montecristo - Alexandre Desplat per La Plus Précieuse des marchandises - Charlie et Linda Courvoisier per Vingt Dieux | Millor primera pel·lícula - Vingt Dieux de Louise Courvoisier, produït per Muriel Meynard - Diamant brut d'Agathe Riedinger, produït per Priscilla Bertin i Judith Nora - Les Fantômes de Jonathan Millet, produït per Pauline Segland - Le Royaume de Julien Colonna, produït per Huso Sélignac i Antoine Lafon - Un p'tit truc en plus dArtus, produït per Pierre Forette i Thierry Wong                                                                                |
| Millor pel·lícula d'animació - Flow, le chat qui n'avait plus peur de l'eau de Gints Zilbalodis, produït per Ron Dyens - La Plus Précieuse des marchandises de Michel Hazanavicius, produït per Patrick Sobelman, Florence Gastaud i Michel Hazanavicius - Sauvages! de Claude Barras, produït per Laurence Petit, Barbara Letellier i Carole Scotta | Millor documental - La Ferme des Bertrand de Gilles Perret, produït per Denis Carot i Ulysse Payet - La Belle de Gaza de Yolande Zauberman, produït per Bruno Nahon i Yolande Zauberman - Bye Bye Tibériade de Lina Soualem, produït per Jean-Marie Nizan - Dahomey de Mati Diop, produït per Ève Robin i Judith Lou Lévy - Ernest Cole, photographe de Raoul Peck, produït per Raoul Peck - Madame Hofmann de Sébastien Lifshitz, produît per Muriel Meynard             |
| Millor pel·lícula estrangera - La zona d'interès de Jonathan Glazer • Regne Unit Polònia Estats Units (en alemany, polonès i ídix) - Anora de Sean Baker • Estats Units (en anglès) - La llavor de la figuera sagrada de Mohammad Rasoulof • França Alemanya (en farsi) - The Apprentice d'Ali Abbasi • Canadà Estats Units Dinamarca Irlanda (en anglès) - La substància de Coralie Fargeat • Regne Unit França Estats Units (en anglès)                                                       | Millor curtmetratge de ficció - L'Homme qui ne se taisait pas de Nebojša Slijepčević, produït per Noêlle Levenez - Boucan de Salomé Da Souza, produït per Jean-Etienne Brat i Lou Chicoteau - Ce qui appartient à César de Violette Gitton, produït per Jules Reinartz - Queen Size de Avril Besson, produït per Bastien Daret, Arthur Goisset, Robin Robles, Christophe Audeguis                                                                                         |
| Millor curtmetratge documental - Las novias del sur de Elena López Riera, produït per - Petit Spartacus de Sara Ganem, produït per Anne Luthaud - Un cœur perdu et autres rêves de Beyrouth de Maya Abdul-Malak, produït per Anne Catherine Witt | Millor curtmetratge d'animació - Beurk! de Loïc Espuche, produït per Juliette Marquet i Manon Messiant - GiGi de Cynthia Calvi, produït per Luc Camilli - Papillon de Florence Miailhe, produït per Ron Dyens i Luc Camilli |
| César d'honor - Julia Roberts - Costa-Gavras | César dels estudiants - El comte de Montecristo de Matthieu Delaporte i Alexandre de La Patellière, produït per Dimitri Rassam i Jérôme Seydoux - Emilia Pérez de Jacques Audiard, produït per Pascal Caucheteux, Jacques Audiard i Valérie Schermann - En fanfare de Emmanuel Courcol, produït per Marc Bordure i Robert Guédiguian - L'Histoire de Souleymane de Boris Lojkine, produït per Bruno Nahon - Miséricorde de Alain Guiraudie, produït per Charles Gillibert |

## Estadístiques
Resultats de les categories principals.
| Pel·lícula               | Nominacions | Premis |
| ------------------------ | ----------- | ------ |
| Emilia Pérez             | 12          | 7      |
| L'Historie de Souleymane | 8           | 4      |
| El comte de Montecristo  | 14          | 2      |
| Vingt Dieux              | 4           | 2      |
| L'Amour ouf              | 13          | 1      |
| Borgo                    | 2           | 1      |
| Le Roman de Jim          | 1           | 1      |
| Miséricorde              | 8           | 0      |
| En fanfare               | 7           | 0      |

## Audiència
La cerimònia va ser emesa a França sense codificar a Canal+.